# Dacoromână

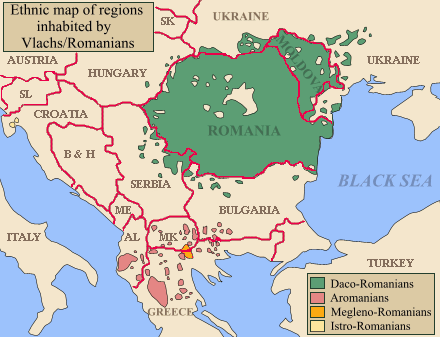
Răspândirea celor patru dialecte ale românei. Dacoromâna este reprezentată prin culoarea verde.

Numele are sensul de „româna vorbită în fosta Dacia”, prefixul daco- având sens geografic, și nu etnic. Numele de dacoromână este folosit uneori în lingvistica comparată pentru a distinge între limba română standard vorbită în principal la nord de Dunăre și idiomurile romanice din Balcani, derivate toate din româna veche (limba protoromână): este vorba de aromâna (macedoromâna) și meglenita (meglenoromâna), vorbite în teritorii din sudul peninsulei Balcanice, precum și istroromâna vorbită în peninsula Istria. Dacoromâna este un dialect vorbit de dacoromâni (români din nordul Dunării), devenit limbă națională și literară.
Denumirea de „dacoromână" nu are de-a face cu vechea populație mixtă dacoromană de pe teritoriul provinciei romane Dacia, pentru că prin definiție teoria dialectelor române de la sud de Dunăre presupune că dacii (tracii, in extenso) și romanii au conviețuit și în peninsula Balcanică unde astăzi se vorbește aromâna și meglenoromâna.
Nu toți lingviștii recunosc aceste idiomuri drept dialecte ale aceleiași limbi române, unii considerându-le 4 limbi înrudite, membre ale grupei limbilor romanice orientale, împărțire în care noțiunea de dialect dacoromân se suprapune peste cea de limbă română. Discuțiile pe acest subiect se lovesc adesea de interese politice, etnice și naționale.